# Lijst van live-dj's
Dit is een lijst van internationaal bekende live-dj's aan wie een artikel op de Nederlandstalige Wikipedia is gewijd.

## #

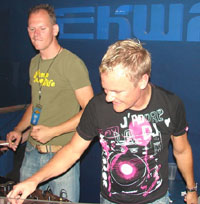
4 Strings in 2007

|                                           |                            |             |
| - 2 Brothers on the 4th Floor - 2 Fabiola | - 2 Many DJs - 2 Unlimited | - 4 Strings |

## A

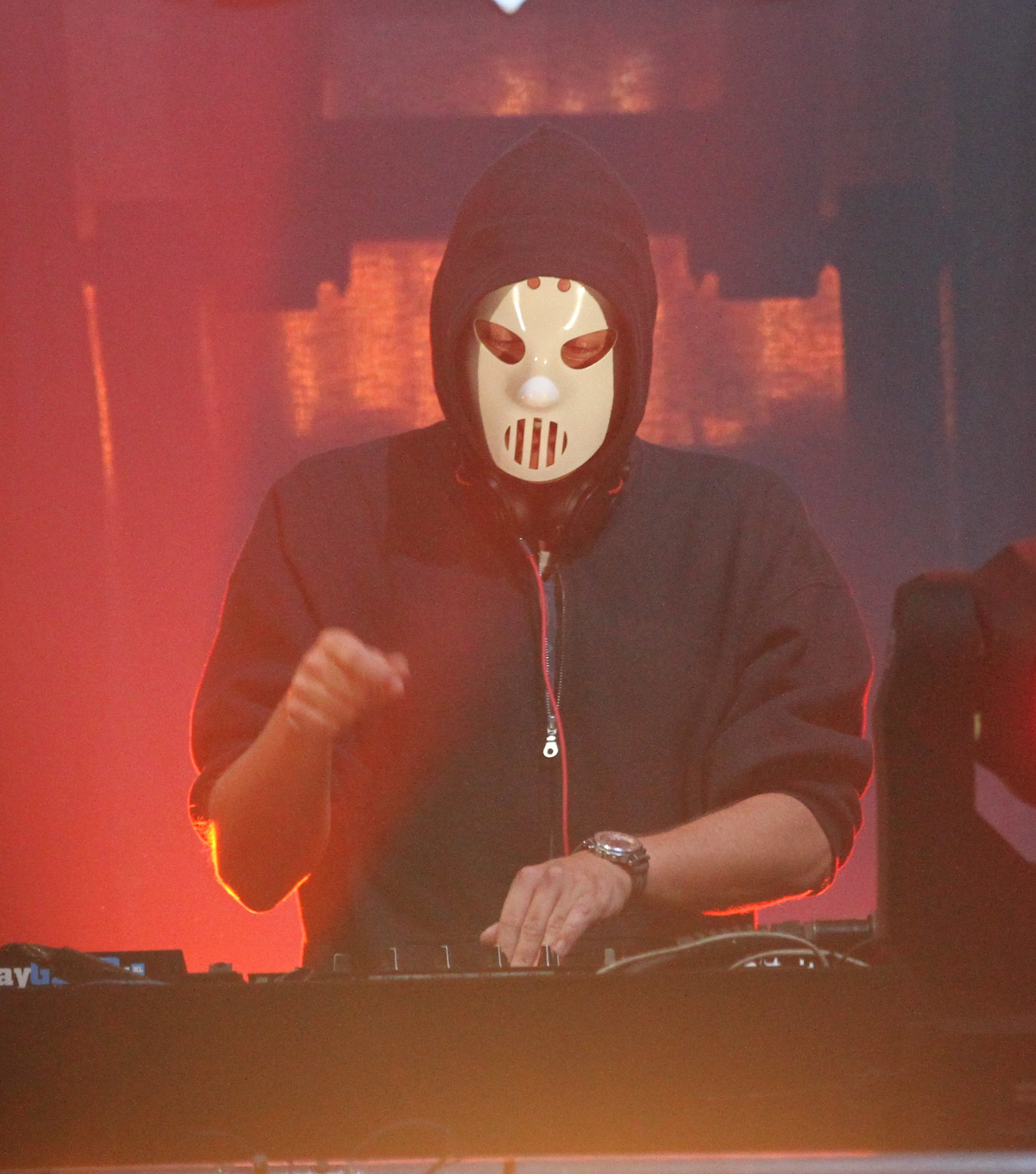
Angerfist in 2013

|                                                                       |                                                               |                                                       |
| - Marc Acardipane - Jonas Aden - Airwave - Afrojack - Gigi D'Agostino | - DJ Akira - Alesso - Amy Root - Steve Aoki - Art of Fighters | - ATB - Juan Atkins - Atmozfears - Avicii - Angerfist |

## B
|                                                                                              | |                                                                                            |
| - Barthezz - Bas & Ram - Olav Basoski - DJ Bass - Bass D & King Matthew - Basshunter - Basto | - Benjamin Bates - Benwal - Ron van den Beuken - Bingo Players - The Bloody Beetroots - Bob Sinclar - C.J. Bolland - Booty Luv | - Borgeous - Borgore - Boys Noize - Brennan Heart - Buscemi - Armin van Buuren - Buzz Fuzz |

## C

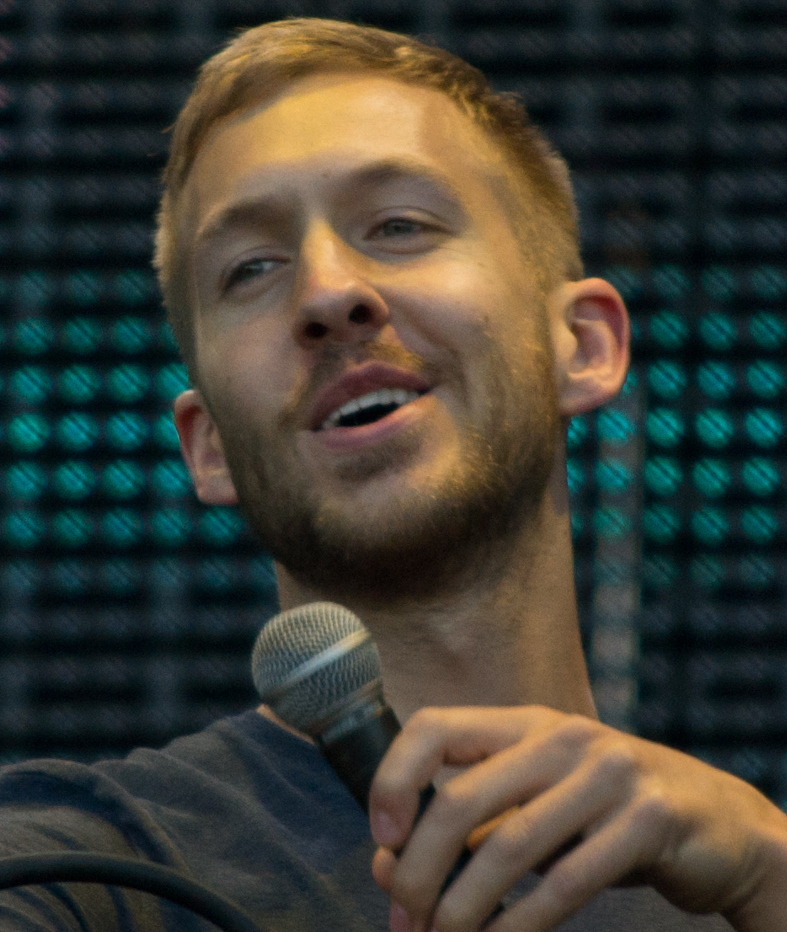
Calvin Harris in 2012

|                                                     |                                                                          |                                                          |
| - Calvin Harris - Ian Carey - Carl Cox - DJ Cassidy | - Charly Lownoise & Mental Theo - Chocolate Puma - Chuckie - Dave Clarke | - Coloray - Coone - Ferry Corsten - Christopher Comstock |

## D
| | | |
| - DJ D - Da Boy Tommy - Da Hool - Daft Punk - DJ Dana - DJ Dark-E - DJ DYLVN - Darkraver - Dave Clarke - David Guetta | - DaY-már - D-Block & S-te-Fan - deadmau5 - DJ Delmundo - Derrick May - DJ Devious - Digitalism - John Digweed - Dimitri Vegas & Like Mike | - Diplo - Distortion - Miss Djax - Don Diablo - Sander van Doorn - Dr. Kucho! - Dr. Lektroluv - Dr. Peacock - Dr. Z-Vago - DVBBS - Paul van Dyk |

## E

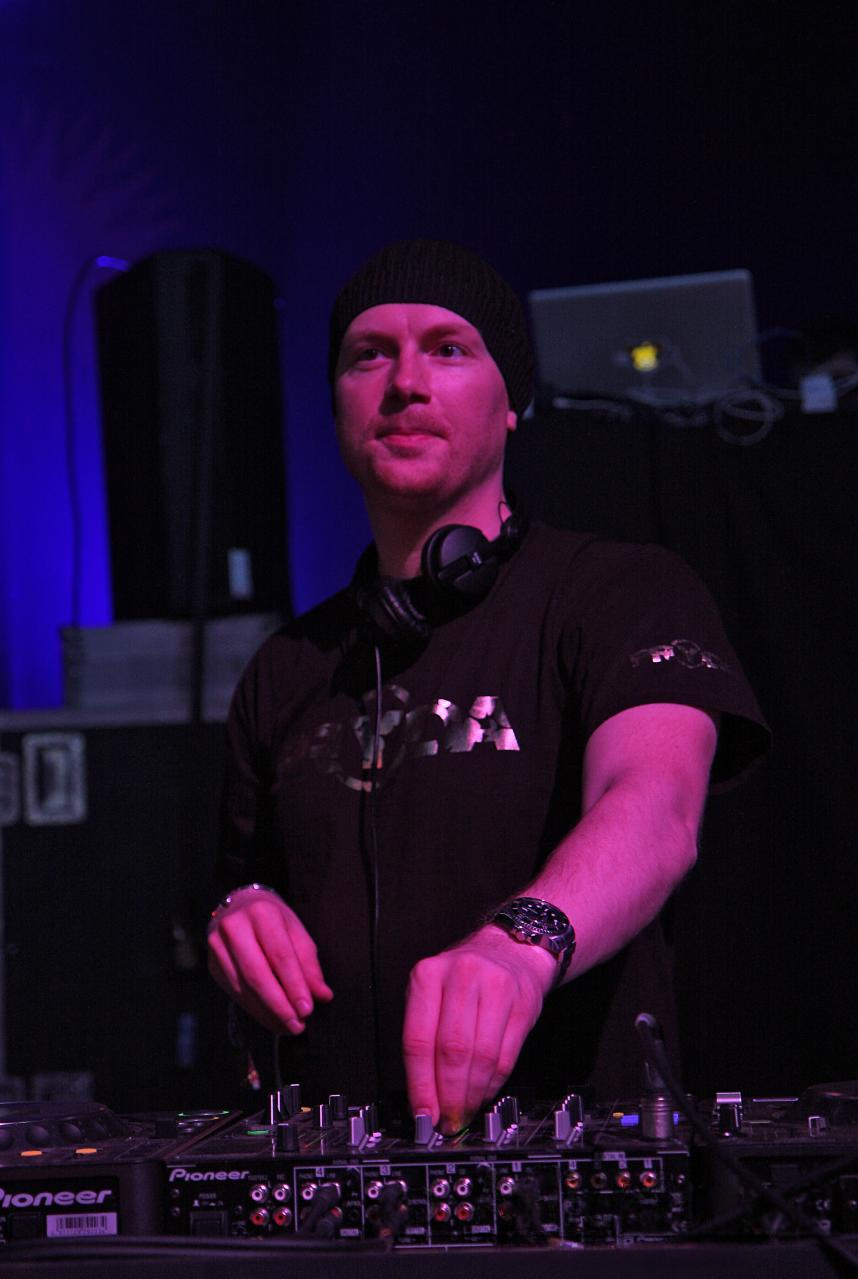
Eric Prydz in 2009

|                              |                       |                        |
| - Ntone Edjabe - Edward Maya | - EliZe - Paul Elstak | - Eric Prydz - Erick E |

## F
|                                   |                                |                               |
| - Fatboy Slim - Felix da Housecat | - Ferry Corsten - Cor Fijneman | - Fox Stevenson - Shaun Frank |

## G
|                                                                 |                                              |                                           |
| - G-Spott - Gabriel & Dresden - Laurent Garnier - Martin Garrix | - Peter Gelderblom - DJ Ghost - Johan Gielen | - DJ Gizmo - Gladde Paling - David Guetta |

## H

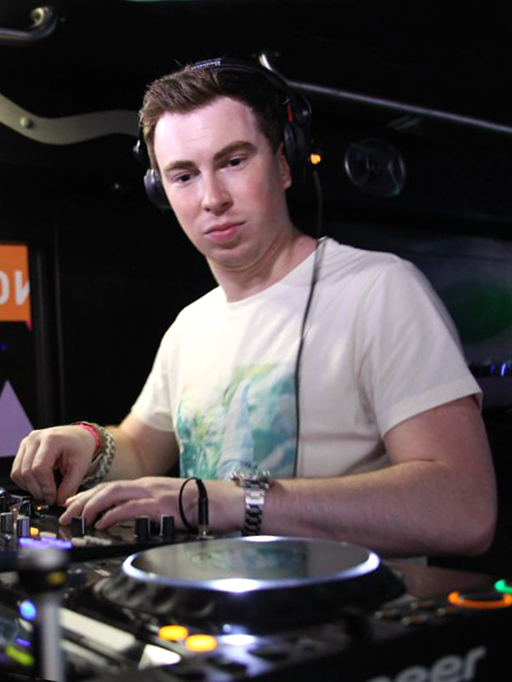
Hardwell in 2009

|                                            |                                                |                                             |
| - Hardwell - Calvin Harris - Richie Hawtin | - Headhunterz - Brennan Heart - Oliver Heldens | - Michel de Hey - DJ Hooligan - Andy Hunter |

## I
|                    |            |             |
| - Ian Carey - Inna | - DJ Isaac | - Ken Ishii |

## J
|                                                      |                                      |                                     |
| - DJ Jean - Jeff Mills - Johan Gielen - John Digweed | - Jonas Aden - DJ Jose - Juan Atkins | - Judge Jules - DJ Jurgen - Justice |

## K

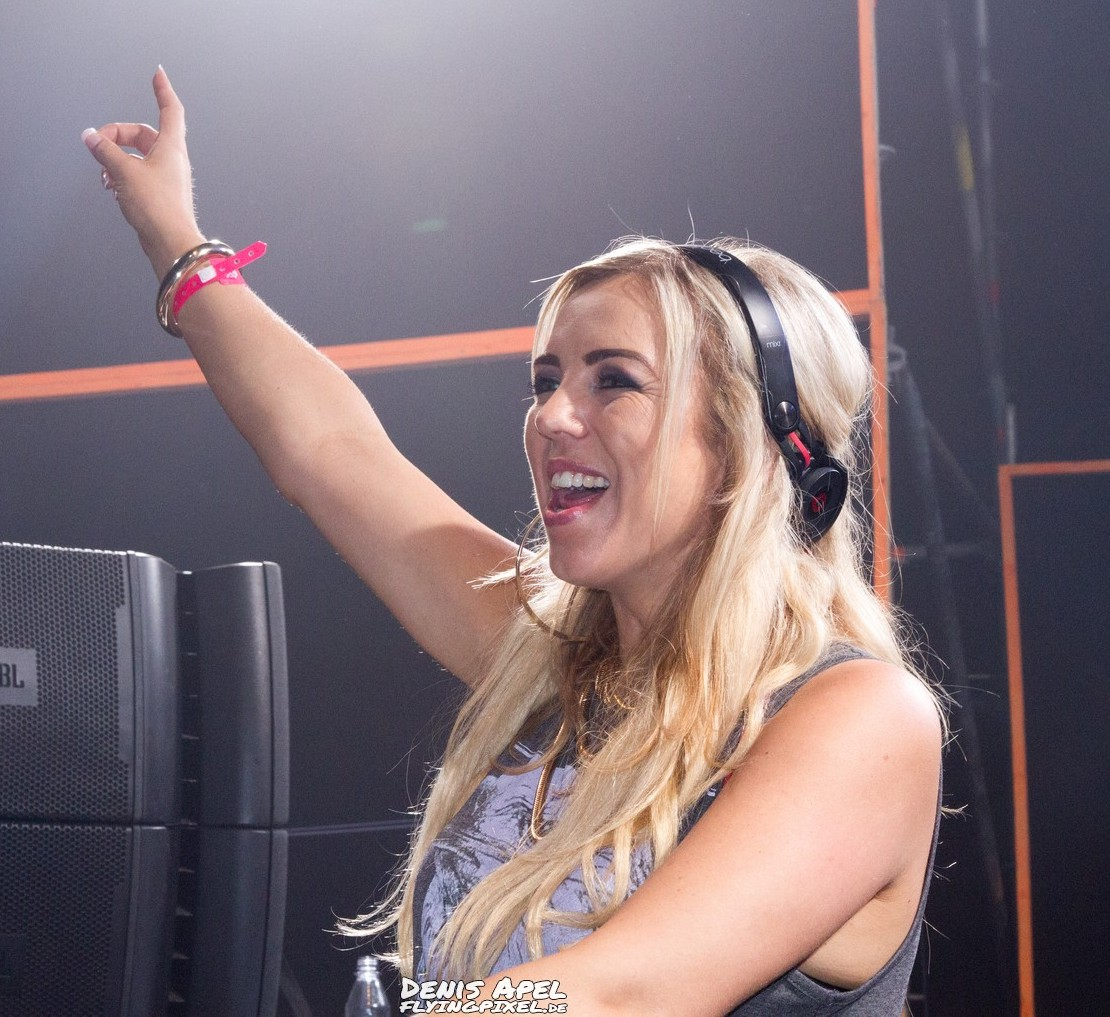
DJ Korsakoff in 2015

|                                     |                                        |                                |
| - Kai Tracid - Kasparov - Ken Ishii | - Kevin Saunderson - DJ Kicken vs Mc-Q | - DJ Korsakoff - Kraak & Smaak |

## L
|                 |                   |           |
| - Laidback Luke | - Laurent Garnier | - DJ Luna |

## M

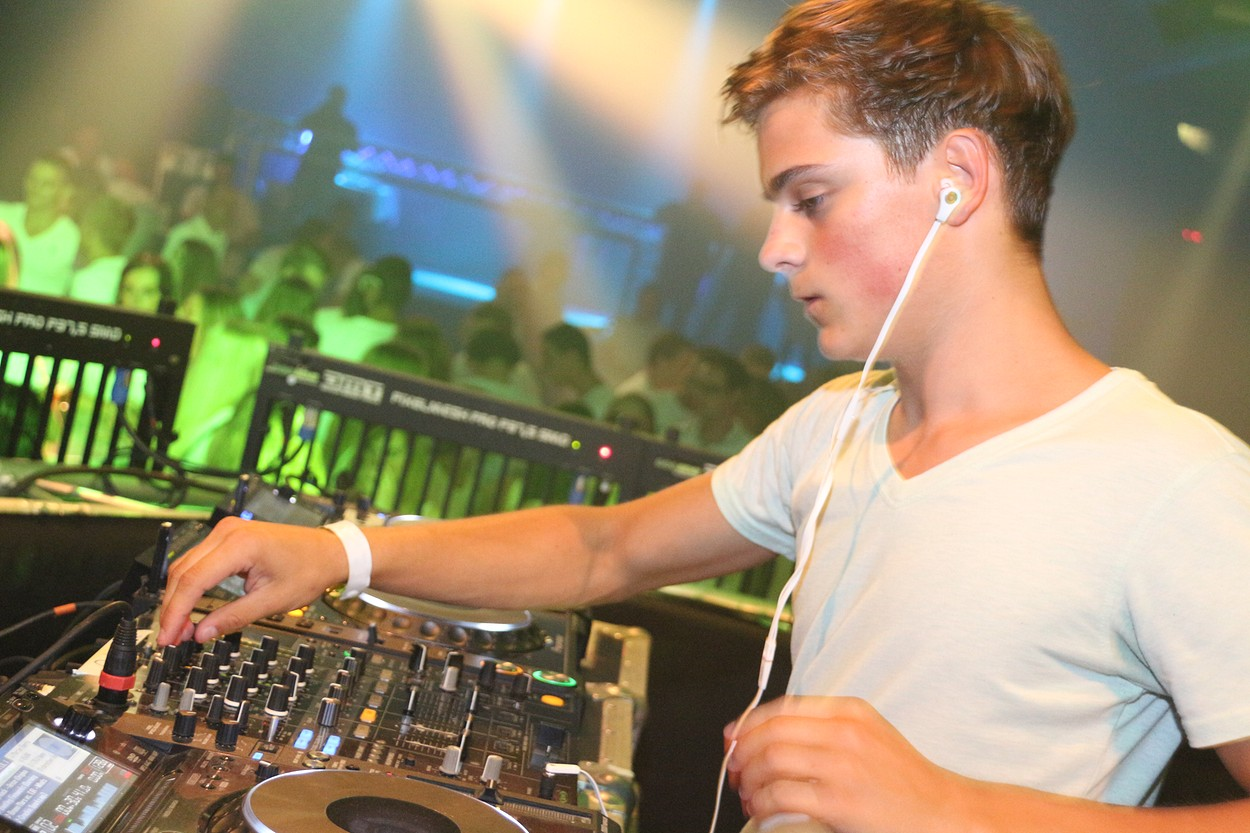
Martin Garrix in 2013

|                                                                                           |                                                                                     |                                                                       |
| - Marc Acardipane - Marcel Woods - Marco V - Mark Norman - Martin Garrix - Martin Solveig | - DJ Massiv - Mauro Picotto - Edward Maya - Derrick May - MC Da Syndrome - DJ Mehdi | - Michel de Hey - Mike Mago - Miss Monique - Jeff Mills - Miss Kittin |

## N

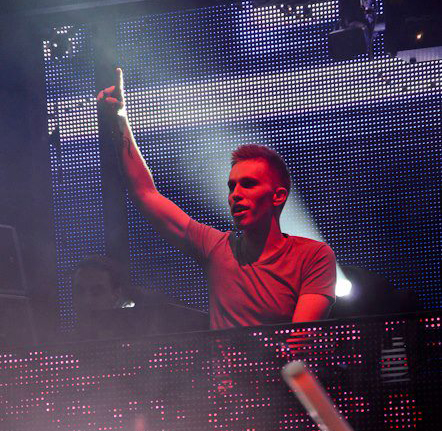
Nicky Romero in 2013

|                                        |                                                          |                              |
| - Natte Visstick - DJ Neophyte - NERVO | - Nicky Romero - Niles Hollowell-Dhar - Noize Suppressor | - Mark Norman - Ntone Edjabe |

## O
|            |                |                  |
| - Outblast | - Olav Basoski | - Oliver Heldens |

## P

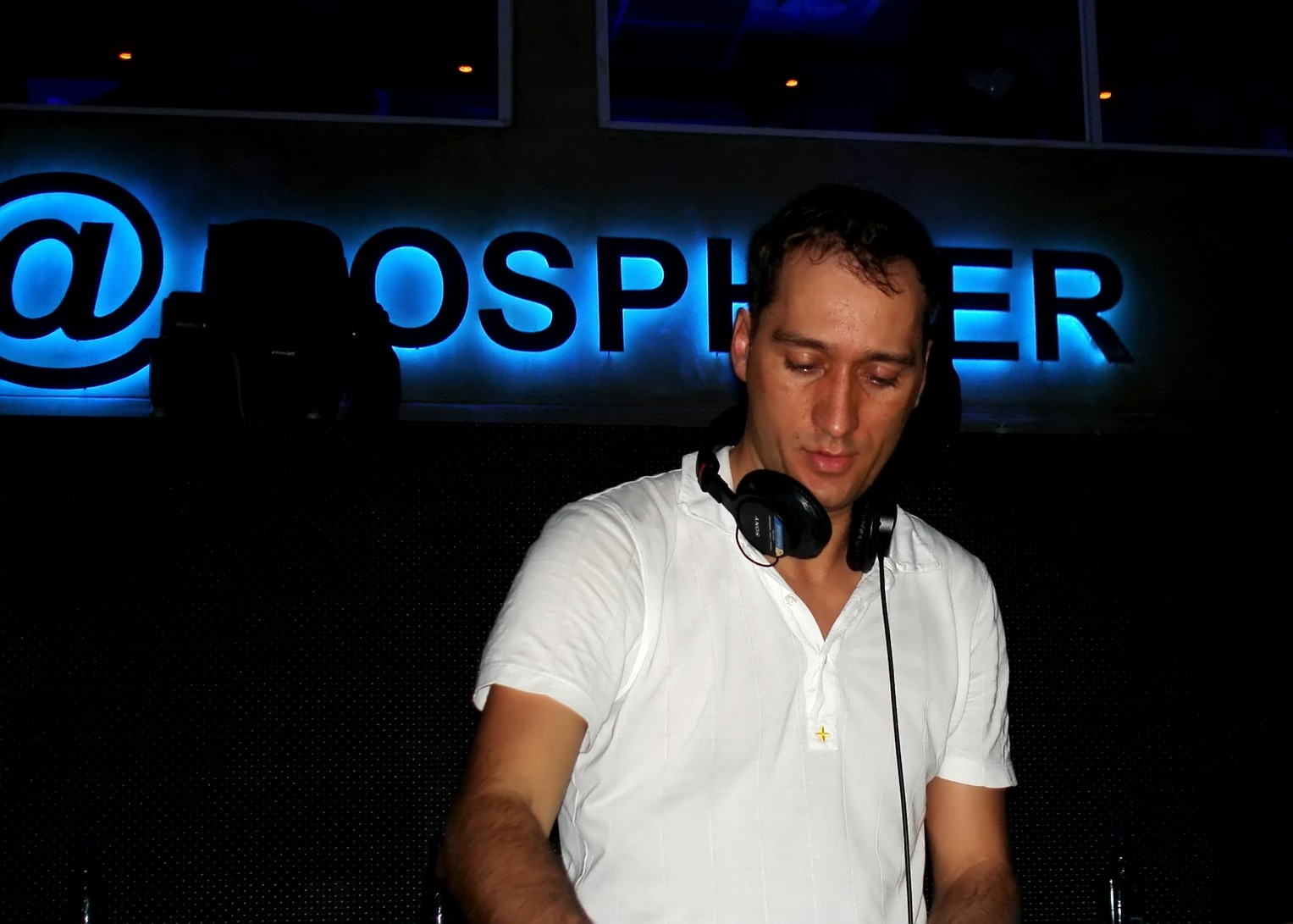
Paul van Dyk in 2008

|                                                              |                                                                    |                                                    |
| - Panic - DJ Pavo - Partyraiser - Paul van Dyk - Paul Elstak | - DJ Per - Peter Gelderblom - Mauro Picotto - Mario Più - Placid K | - DJ Predator - DJ Premier - DJ Promo - Eric Prydz |

## Q

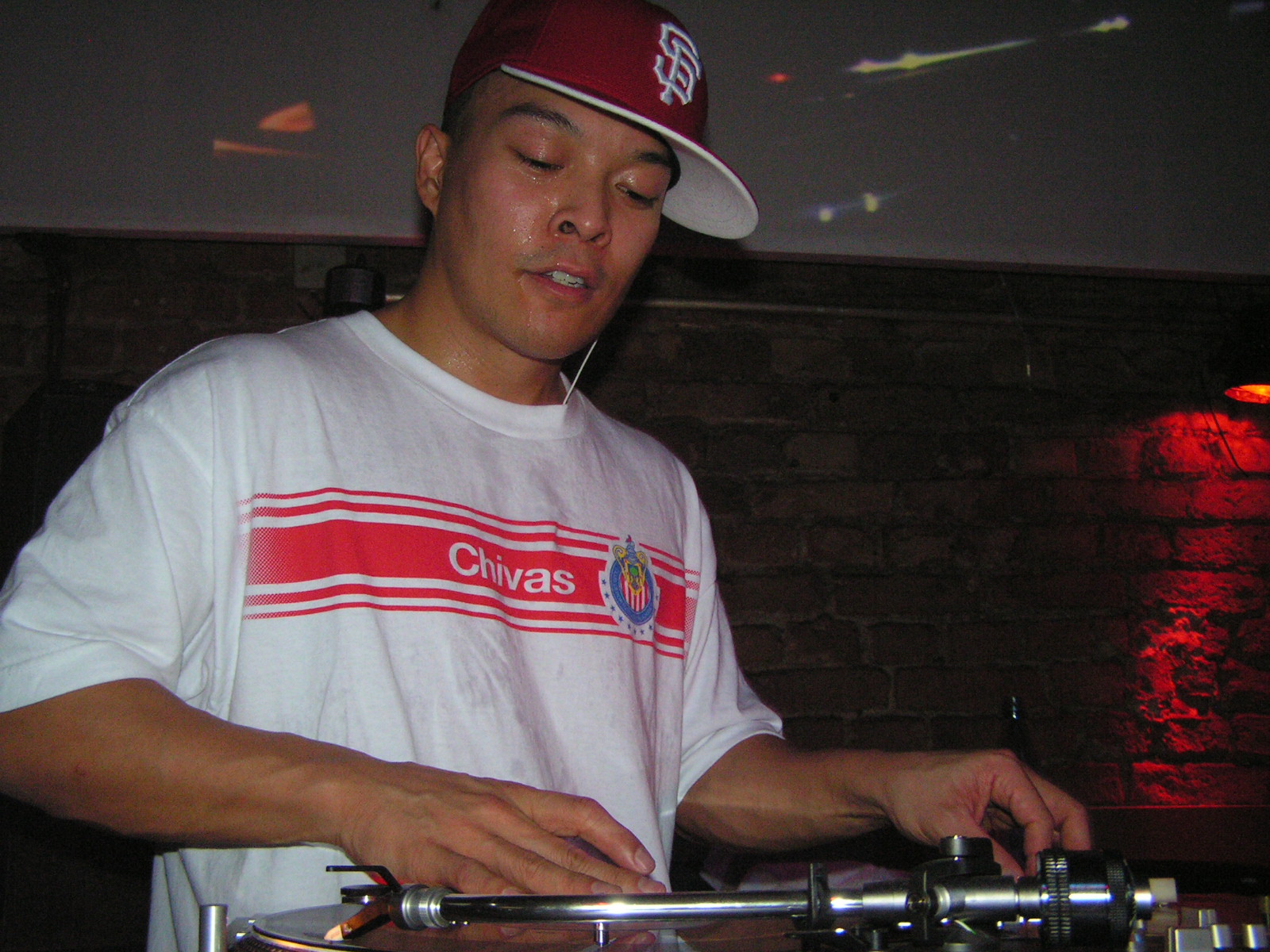
DJ QBert in 2008

|            |                  |            |
| - DJ QBert | - DJ Quicksilver | - Quintino |

## R
|                                   |                                           |                                                                   |
| - Rank 1 - Richie Hawtin - DJ Rob | - Rob Gee - Ron van den Beuken - Roy Dest | - Rotterdam Termination Source - Rotterdam Terror Corps - DJ Rush |

## S

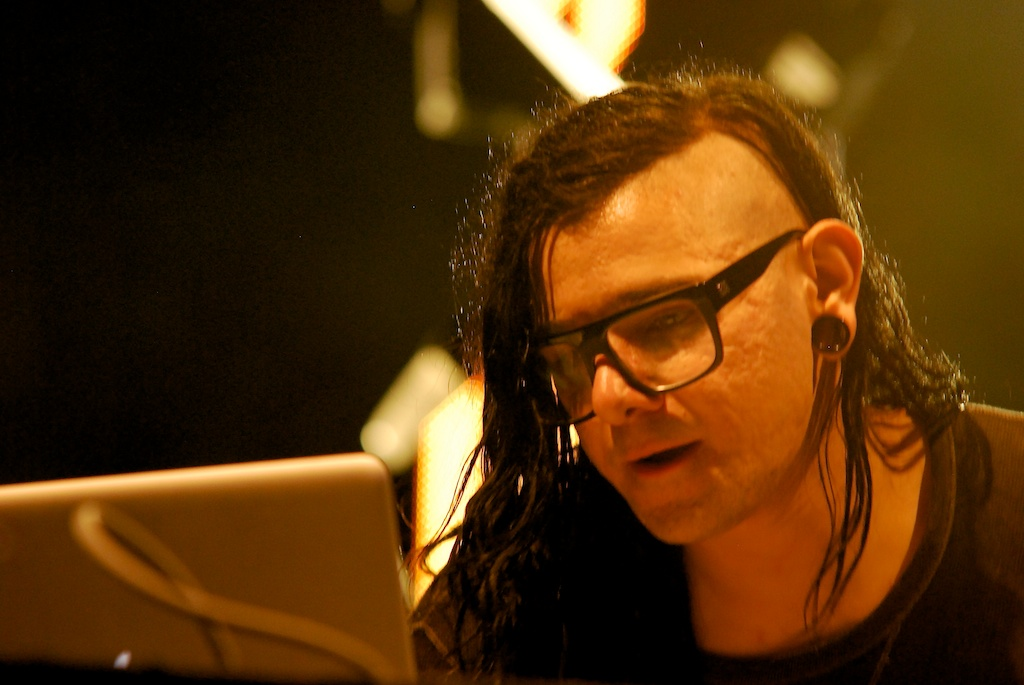
Skrillex in 2011

| | | |
| - Sidney Samson - Sander van Doorn - Sasha - Kevin Saunderson - SebastiAn - Sefa - Shameboy - Shaun Frank | - Showtek - Sandro Silva - Bob Sinclar - Sied van Riel - Skrillex - DJ Slideout - De Sluwe Vos - DJ Snake | - Sophie Francis - Martin Solveig - SRNO - Steve Aoki - Fox Stevenson - Studio Killers - Sven Väth - Swedish House Mafia |

## T

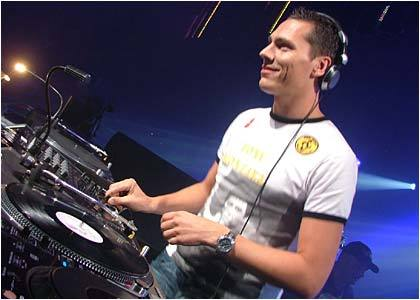
Tiësto in 2007

|                                            |                                           |                                              |
| - Technohead - The Masochist - The Pitcher | - The Prophet - The Stunned Guys - Tiësto | - Kai Tracid - Trobi - Tsiganisation Project |

## V
|             |            |           |
| - Sven Väth | - Vicetone | - Vitalic |

## W

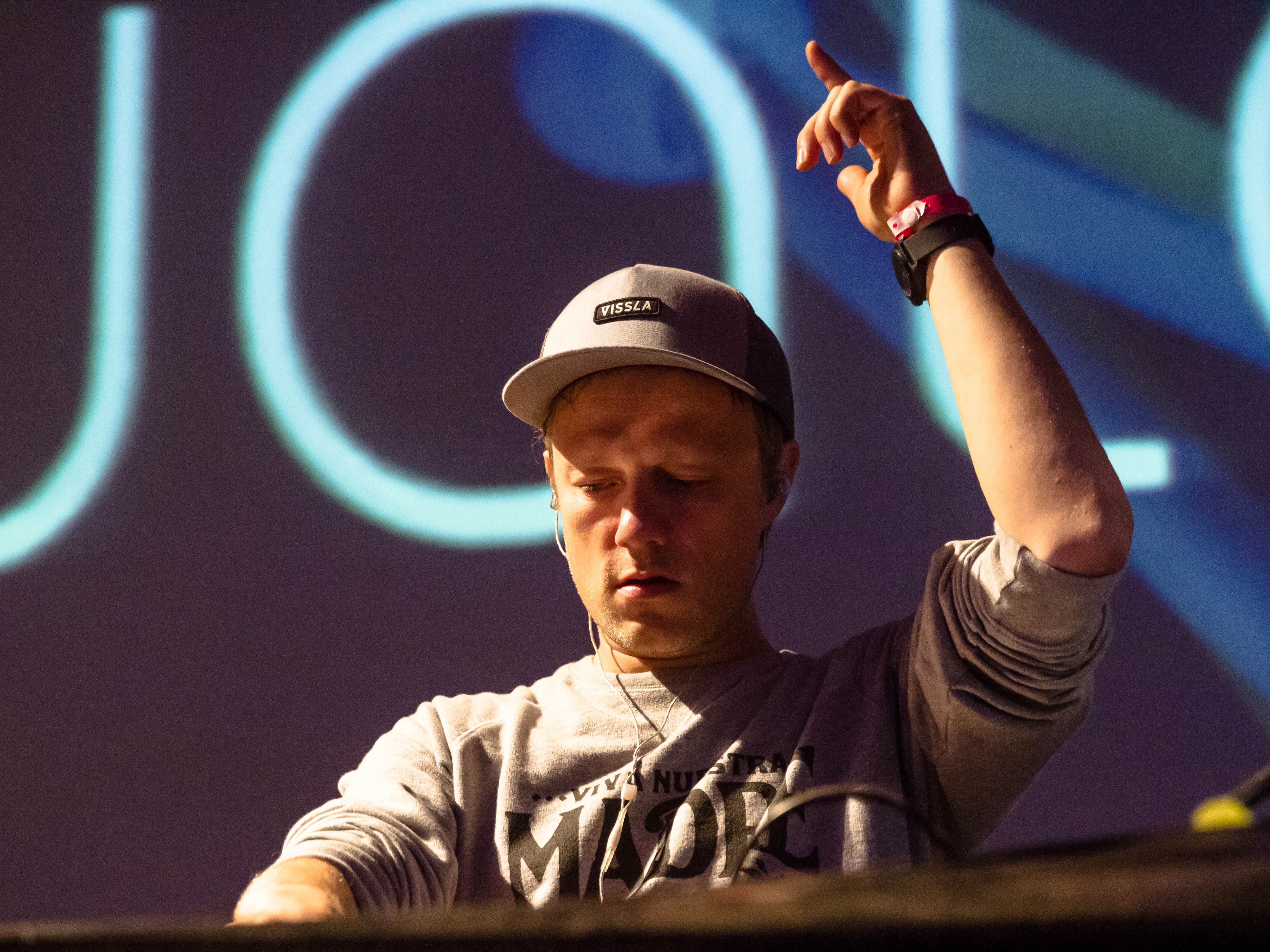
Watermät in 2015

|                          |                                     |       |
| - Alan Walker - Watermät | - Charlotte de Witte - Marcel Woods | - W&W |

## Y
|               |                   |  |
| - Yellow Claw | - Yolanda Be Cool |  |

## Z

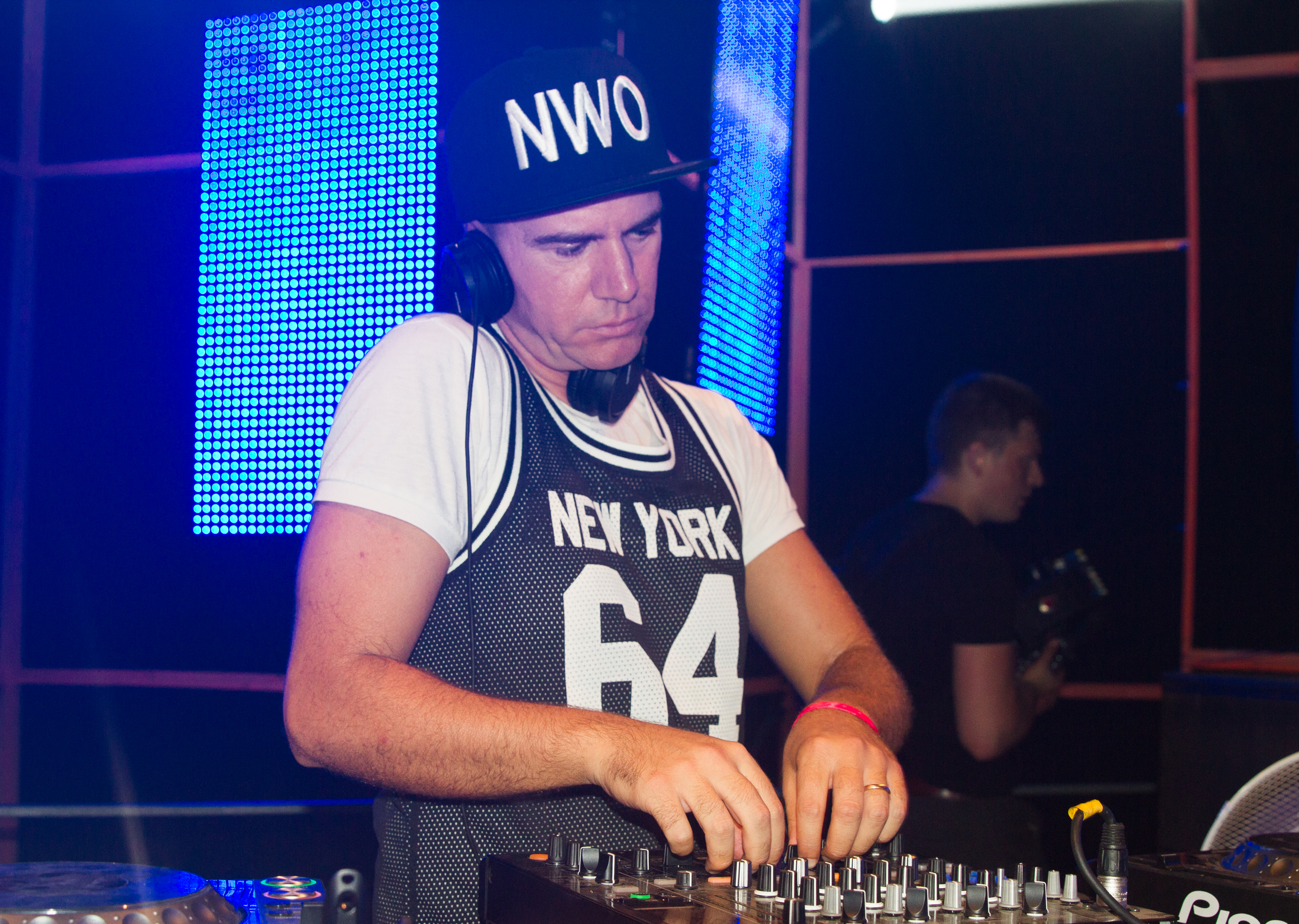
Zatox in 2015

|           |         |         |
| - DJ Zany | - Zatox | - Zight |